# Signoretia benguetensis
Signoretia benguetensis är en insektsart som beskrevs av Baker 1923. Signoretia benguetensis ingår i släktet Signoretia och familjen dvärgstritar. Inga underarter finns listade i Catalogue of Life.